# جوایز بازی‌های ویدئویی اسپایک
جوایز بازی‌های ویدئویی اسپایک (به انگلیسی: Spike Video Game Awards) و به اختصار VGA، برنامه‌ای تلویزیونی برای شناختن بهترین‌های بازی‌های رایانه‌ای و ویدئویی سال بود.